# Cuisine des Maldives
La cuisine des Maldives, également appelée cuisine dhivehi, est la cuisine de la République des Maldives. La cuisine traditionnelle des Maldiviens repose sur trois éléments principaux et leurs dérivés : les noix de coco, le poisson et les féculents.

## Noix de coco
La noix de coco est utilisée sous forme râpée, pressée pour obtenir du lait de coco, ou comme huile de coco dans les plats frits. Le hunigondi est l'ustensile traditionnel maldivien utilisé pour râper la noix de coco. Il s'agit d'une longue chaise basse dotée d'une lame dentelée en acier à son extrémité. La noix de coco râpée est utilisée dans des plats tels que le mas huni.
La noix de coco râpée peut également être trempée dans de l'eau et pressée afin d'obtenir du lait de coco (kaashi kiru). Le lait de coco est un ingrédient essentiel de nombreux currys maldiviens et d'autres plats.

## Poisson

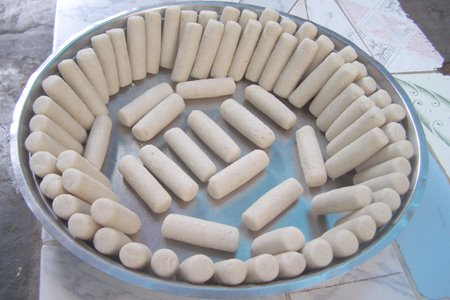
Bonda (bondi) de Minicoy, Inde

Le poisson de choix est principalement le thon listao, séché ou frais. D'autres espèces de poissons similaires font partie du régime alimentaire moyen des Maldives : le thon nain (latti), le thon à nageoires jaunes (kanneli), l'auxide (raagondi), le chinchard à gros yeux (mushimas), le wahoo (kurumas), le mahi-mahi (fiyala) et le chinchard maquereau (rimmas). Ceux-ci peuvent être consommés bouillis ou transformés.

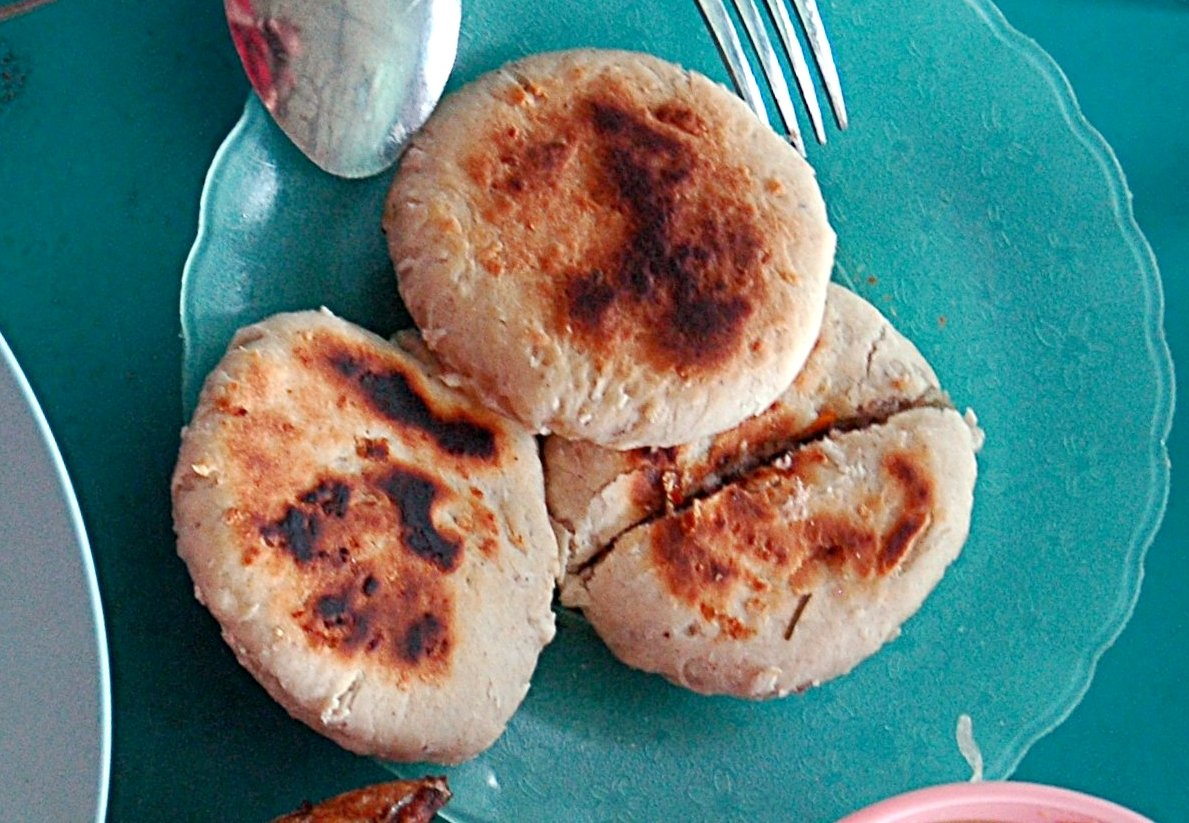
Masroshi, snacks salés des Maldives

Le thon transformé (poisson des Maldives) est utilisé en morceaux ou en copeaux. Pour faire des currys, le thon cru ou encore mou transformé est coupé en sections de 13 mm d'épaisseur. Le thon transformé à sec est principalement utilisé pour faire des petits plats (hedhika) appelés gulha, masroshi, kulhi bōkiba, kavaabu, bajiya (la version locale du samosa indien) et fathafolhi. Mélangé avec de la noix de coco, des oignons et du piment, c'est un élément essentiel du petit-déjeuner maldivien, connu sous le nom de mas huni. Contrairement aux habitants des îles du Pacifique, les Maldiviens n'ont pas pour tradition de manger du poisson cru.
La pâte brune épaisse à base de thon connue sous le nom de rihaakuru est également un élément essentiel de la cuisine maldivienne.

## Les féculents

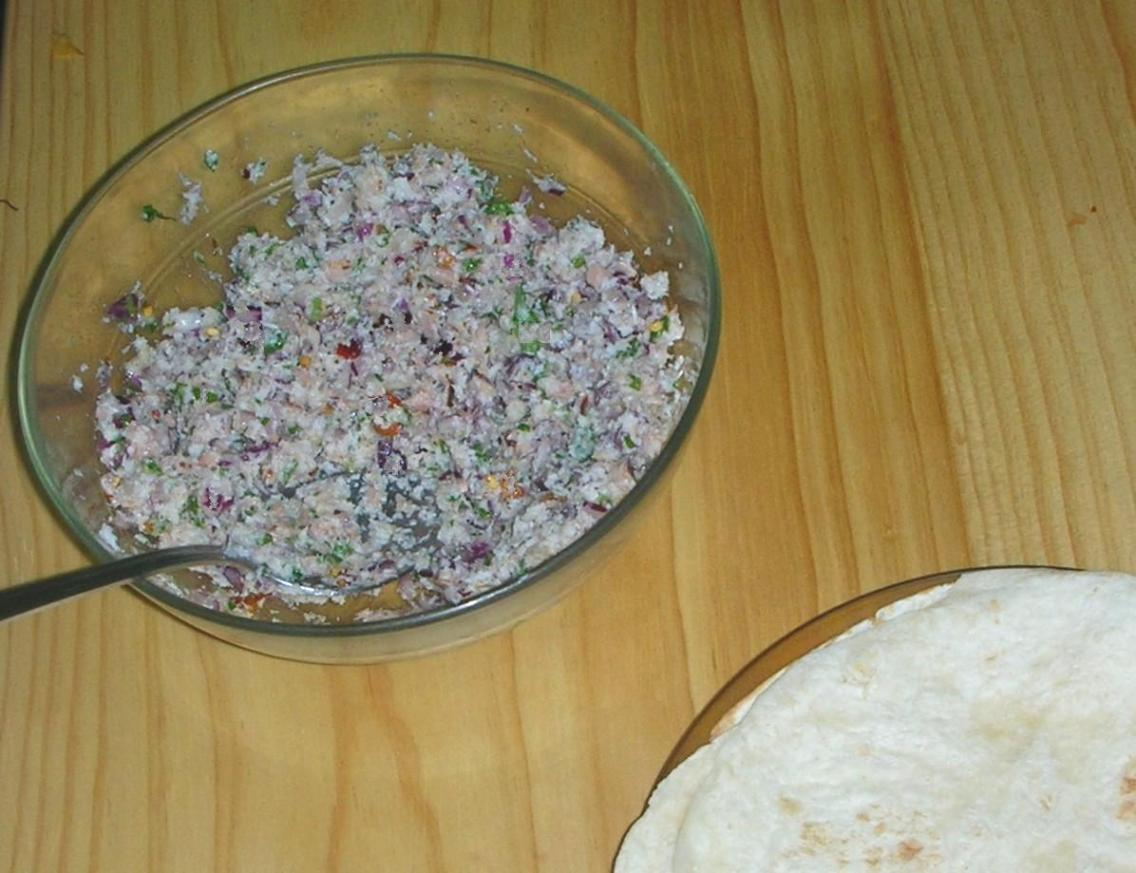
Mas huni avec du roshi

Il s'agit de féculents tels que le riz, qui est consommé bouilli ou moulu en farine, ou de tubercules tels que le taro (ala), la patate douce (kattala) et le manioc (dandialuvi), ainsi que de fruits comme le fruit à pain (bambukeyo) ou le fruit à pain (kashikeyo). Les tubercules et le fruit à pain sont consommés bouillis. Le fruit à pain est principalement consommé cru après avoir été coupé en fines tranches.

## Curries

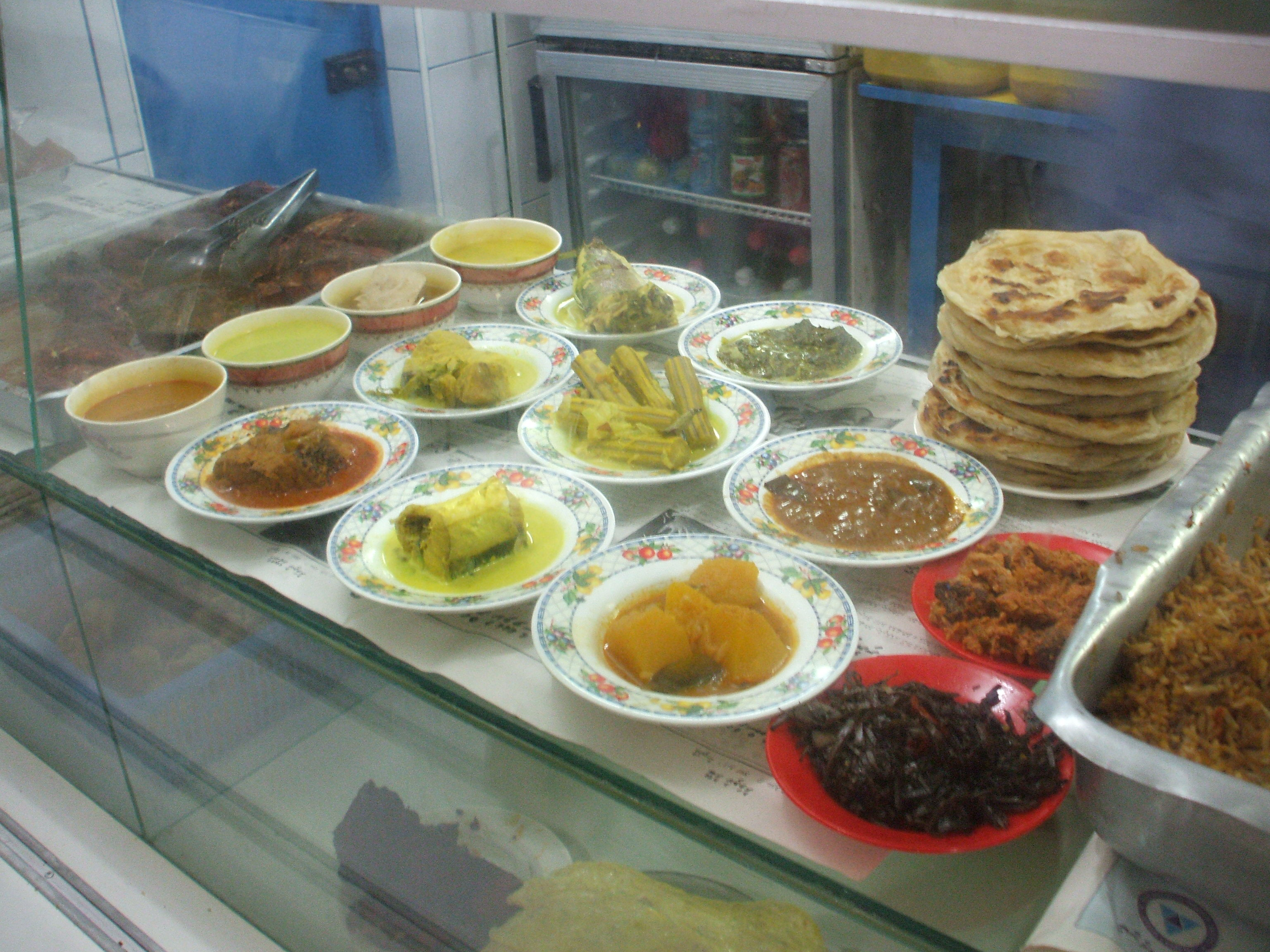
Différents currys des Maldives et farata.

Le curry le plus important de la cuisine des Maldives est cuisiné avec du thon frais coupé en dés et est connu sous le nom de mas riha. Le kukulhu riha (curry de poulet) est cuisiné avec un mélange différent d'épices.
Les currys de légumes des Maldives comprennent ceux qui utilisent du bashi (aubergine), du tora (Luffa aegyptiaca), du barabō (citrouille), du chichanda (Trichosanthes cucumerina) et du muranga faiy (feuilles de moringa), ainsi que des bananes vertes non mûres et certaines feuilles comme ingrédients principaux. Des morceaux de poisson des Maldives sont généralement ajoutés pour donner au curry de légumes une certaine saveur. Les currys sont généralement consommés avec du riz cuit à la vapeur ou avec du roshi.